# Most Evrope, Strasbourg
Most Evrope (nemško Europabrücke, francosko Pont de l'Europe) je cestni most s štirimi prometnimi pasovi ter kolesarsko stezo in pešpotjo na obeh straneh med Kehlom in Strasbourgom čez Ren na meji med Nemčijo in Francijo.

## Pontonski most iz leta 1815
Že leta 1388 je bil v Strasbourgu most čez Ren, imenoval se je Lange Bruck, a je bil zaradi spomladanskih in jesenskih poplav večkrat uničen in obnovljen. Poškodovan je bil tudi v različnih vojnah. Točen datum končnega rušenja ni znan. Leta 1815 je stal le pontonski most. Po izravnavi Rena sredi 19. stoletja sta bila leta 1897 zgrajena prvi sodobni dvotirni železniški most in cestni most. Mostova sta bila uničena v drugi svetovni vojni in nato predelana v drugačni geometriji.

## Most iz leta 1897
Novo prečkanje Rena je nastalo nad železniškim mostom leta 1861. Most je bil odprt 24. novembra 1897. Od gradbenih stroškov, vrednih 1,7 milijona mark, je 630 tisoč mark odpadlo na Veliko vojvodstvo Baden ter Alzacijo - Loreno, mesto Strasbourg je prispevalo 228 tisoč mark, cestna družba 112 tisoč mark. Trasa strasbourškega tramvaja je bila podaljšana čez most v Kehl.
Predalčna jeklena konstrukcija mostu prek treh polj je bila dolga 234,9 m, obrežni odprtini sta bili dolgi 87,9 m, srednja pa 59,1 m. Cesta je bila široka 7,8 m in je imela na obeh straneh dve konzolni stezi. Temelji stebrov so bili narejeni v globini 17 m pod strugo v  kesonu.
Po prvi svetovni vojni je postal mejni most in v skladu s versajsko pogodbo je celotna dolžina pripadla Franciji. 15. avgusta 1920 je bila seja o določitvi trase tramvaja. 12. oktobra 1939 so francoske čete razstrelile zahodni opornik. Maja 1940 so Nemci postavili star pontonski most iz Speyerja kot začasni most. Na začetku oktobra 1940 in nato po treh mesecih gradnje so postavili 324 m dolg lesen most, ki  je imel nosilno predalčno konstrukcijo razpona 50 m in 7 m višine za ladijski promet. Preostala polja so imela razpon 20 m. Junija 1942 so cestni most končno obnovili. Zaradi precejšnjega uničenja na levi strani so morali zgraditi začasen opornik. 22. ali 27. novembra 1944  so nemške čete razstrelile dva rečna opornika in popolnoma uničile mostno konstrukcijo. Lesen most je bil požgan.
Francoske inženirske enote so aprila 1945 najprej zgradile pontonski most, ki ga je 7. oktobra 1946 nadomestil prenovljen lesen most. Po treh letih je bil že precej poškodovan, ker je bil vgrajen svež les brez dodatnih zaščitnih ukrepov. Zgradili so nov most.

## Most iz leta 1951
Nov most je bil odprt za promet 12. julija 1951. Zaradi nerazčiščenih odločitev o lokaciji in vrsti konstrukcije je bil še vedno začasna rešitev. Zgrajen je bil na temeljih starega cestnega mostu. Zasnovan je bil kot jeklena konstrukcija z dvema voznima pasovoma in pločnikom na obeh straneh, na vzhodnem delu je bil most okvir vrste Schaper-Krupp-Reichsbahnbrücke, uporabljen pri nespremenjenih razponih 87,9 m in 59,1 m. Zahodna odprtina je bila narejena po projektu, ki ga je predložila Francija z razponi 58,1 m in 29,8 m.

## Most iz leta 1960
Končni cestni most je bil določen s pogodbo 2. aprila 1951. 30. januarja 1953 je bil med Zvezno republiko Nemčijo in Francosko republiko podpisan Sporazum o osnovnih mostovih in prevozih čez Ren na nemško-francoski meji (nemško Abkommen über die festen Brücken und Fähren über den Rhein an der deutsch-französischen Grenze). Nemčija je morala sama kriti stroške gradnje.
23. septembra 1960 je bil most odprt in se je v znak evropske povezave imenoval Evropa. Ima dva razpona, gradni jekleni nosilci so dolgi 245,4 m z največjim  razponom 122,7 m.  Višina konstrukcije nad reko ob oporniku je 4,9 m in 2,5 m na oporniku. 18,5 m široka prekladna konstrukcija je sestavljena iz dveh zaprtih, 3,0 m širokih jeklenih škatel, ki so razporejene v medosni razdalji 9,15 m. V plovnem delu je upoštevana svetla višina 6,79 m nad najvišjo plovno vodno gladino (HSW) . Leta 2003 je bil cestni promet v povprečju 31.014 vozil na dan, kar ga uvršča med najbolj obremenjene mejne prehode med deželama Baden in Alzacija. 
V počastitev 50. obletnice Sveta Evrope je bila 29. aprila 1999 na mostu postavljena umetnina Ecrire les Frontières – Le Pont de l'Europe ali Grenzüberschreibung – Die Europabrücke. Idejo je dal mestni svet v Strasbourgu in je delo umetnika Michela Kriegerja.  Sestavljena je iz 40 stebrov, na vsakem je besedilo evropskega avtorja v njegovem jeziku. Med njimi so trije Nobelovi nagrajenci: Seamus Heaney iz Irske, Czesław Miłosz iz Poljske in Orhan Pamuk iz Turčije.  Zaradi poškodb so leta 2012 stebre predčasno zaprli v nerjavne plošče. 